# Voorhoofdsholte

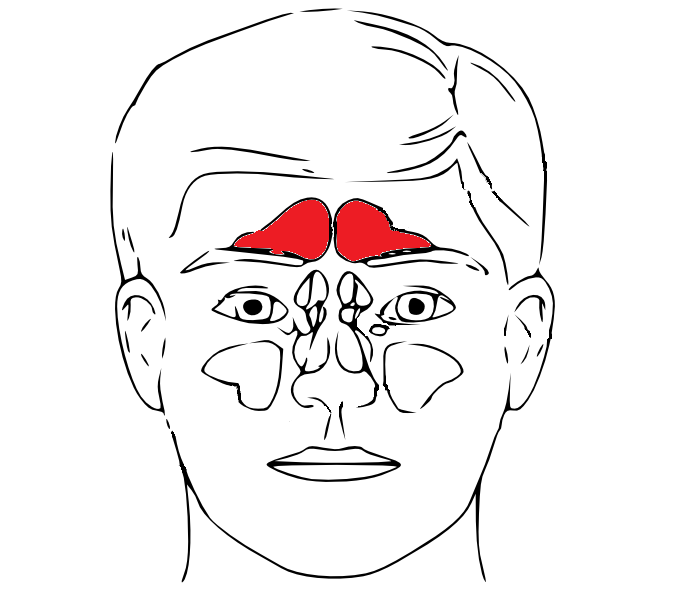
Voorhoofdsholten in het rood.

De voorhoofdsholten  of sinus frontales vormen bij de mens een van de vier paar verschillende bijholten. Dat zijn met lucht gevulde holten in de schedel die middels een dun kanaaltje in open verbinding staan met de neusholte. Van alle bijholten zijn de voorhoofdsholten het hoogst gelegen.
Bij de geboorte zijn de voorhoofdsholten nog niet aanwezig. Ze ontstaan pas rond het zevende levensjaar en zijn voltooid aan het eind van de puberteit. Bij ongeveer vijf procent van de volwassenen ontbreken de voorhoofdsholten.
Net zoals de binnenzijde van de neus is ook de voorhoofdsholte bekleed met slijmvlies.
De andere bijholten die zich in de schedel en het bovenkaakbeen bevinden, zijn de kaakholten, zeefbeenholten en wiggebeensholten. Een ontsteking van de bijholten noemt men bijholteontsteking (sinusitis).

## Functies
In de literatuur is er nog debat over de mogelijke functie van de frontale sinus.